# Cameron Woki

a Compétitions nationales et continentales officielles uniquement.

b Matchs officiels uniquement.
Dernière mise à jour le 12 juillet 2025.
Cameron Woki, né le 7 novembre 1998 à Saint-Denis, est un joueur international français de rugby à XV qui joue aux postes de troisième ligne aile ou de deuxième ligne.
Sélectionné en équipe de France à partir de 2020, il est titulaire en deuxième ligne lors du Grand Chelem dans le Tournoi des Six Nations 2022.

## Biographie

### Jeunesse et formation
Ayant découvert le rugby à l'AC Bobigny, Cameron Woki est ensuite formé au RC Massy, club qui lui permet d'atteindre pour la première fois l'équipe de France des moins de 20 ans en 2017, lors du Tournoi des Six Nations des moins de 20 ans de cette année, étant surclassé par rapport à sa génération.

### Débuts professionnels à l'Union Bordeaux Bègles (2017-2022)
Lors de la saison 2017-2018, Cameron Woki fait ses débuts en professionnel à l'UBB, où il a entre-temps signé. Avec ses 20 feuilles de match durant la saison, il fait partie, avec d'autres jeunes Bordelais comme Matthieu Jalibert ou Geoffrey Cros, des révélations du club en 2018.
Au regard de son temps de jeu en Top 14, Cameron Woki fait naturellement partie des cadres de l'équipe des moins de 20 ans durant la saison 2017-2018, avec qui il gagne le Tournoi des Six Nations des moins de 20 ans et la Coupe du monde junior.

#### Débuts internationaux
En janvier 2020, il est appelé pour la première fois dans le groupe de l'équipe de France, pour préparer le Tournoi des Six Nations 2020 à la suite de la prise de fonction du nouveau sélectionneur Fabien Galthié, avec 4 de ses coéquipiers bordelais, Matthieu Jalibert, Maxime Lucu, Cyril Cazeaux et Jefferson Poirot. Il est remplaçant pour le premier match du Tournoi face à l'Angleterre au Stade de France. Il joue deux matchs dans ce tournoi, et les Français finissent deuxièmes derrière l'Angleterre.
En novembre 2020, il est sélectionné pour participer à la Coupe d'automne des nations, durant laquelle il joue deux matchs. Il est titulaire en troisième ligne lors de la victoire 36 à 5 face à l'Italie. Puis, il est retenu pour participer à la finale de la coupe face à l'Angleterre. Encore une fois il est titulaire, dans un match très disputé que les Anglais remportent finalement après prolongation (22-19).
Puis, il est de nouveau appelé en équipe de France, pour la tournée d'été 2021 en Australie, durant laquelle il joue les trois matchs,. Il profite de cette tournée pour gagner du temps de jeu et se révéler avec le XV de France.

#### Grand Chelem avec les Bleus en 2022
Durant la saison 2021-2022, Cameron Woki est un titulaire indiscutable de l'UBB au poste de troisième ligne aile, devançant Alexandre Roumat, Mahamadou Diaby et Jean-Baptiste Lachaise. En novembre 2021, il est sélectionné avec les Bleus afin de participer à la tournée d'automne 2021. Il joue le premier match, contre l'Argentine en tant que titulaire en troisième ligne, avant d'être repositionné en deuxième ligne pour la première fois de sa carrière pour les deux matchs suivants face à la Géorgie et la Nouvelle-Zélande. Les Français remportent ces trois matchs. Il est ensuite sélectionné en équipe de France, en janvier 2022, pour participer au Tournoi des Six Nations 2022. Face aux forfaits de Thibaud Flament et Killian Geraci, il est titulaire en deuxième ligne pour le premier match du tournoi face à l'Italie. Cameron Woki est un élément important de son équipe durant cette compétition puisqu'il est titularisé lors des cinq journées avec le numéro 4 dans le dos. Les Français remportent tous les matchs de la compétition, réalisant ainsi le Grand Chelem, le dixième de son histoire, le premier depuis douze ans,. Il s'agit du premier titre remporté en sélection nationale par Cameron Woki.
De retour en club, l'UBB termine troisième du classement général, élimine le Racing 92 en barrage, mais est battue en demi-finale par Montpellier. En Coupe d'Europe, les Bordelais sont éliminés en huitième de finale par le Stade rochelais. Il a joué au total 21 matchs toutes compétitions confondues et marqué 6 essais cette saison. Il est nommé dans l'équipe type de Top 14 de la saison.

### Transfert au Racing 92 (depuis 2022)
Le 5 juillet 2022, Cameron Woki est transféré par l'Union Bordeaux Bègles au Racing 92 pour la saison 2022-2023.
Après avoir joué les Tournois des Six Nations 2020, 2021 et 2022, il est contraint de déclarer forfait pour l'édition 2023 à cause d'une blessure lors d'un match de Champions Cup face aux Harlequins. Il souffre d'un scaphoïde fracturé, le rendant indisponible près de deux mois,.
Sélectionné fin juin 2023 dans une liste de 42 joueurs pour préparer la Coupe du monde 2023, il fait partie de la liste officielle des 33 joueurs qui joueront la compétition. Il est titulaire lors de tous les matchs de l'équipe de France au poste de numéro 4, dont le quart de finale perdu 28 à 29 contre l'Afrique du Sud.

## Statistiques

### En club
| Saison                      | Saison                      | Championnat | Championnat | Championnat | Championnat | Compétitions EPCR  | Compétitions EPCR | Compétitions EPCR | Compétitions EPCR |
| Saison                      | Saison                      | Compétition | M           | Ess.        | Pts         | Compétition        | M                 | Ess.              | Pts               |
| --------------------------- | --------------------------- | ----------- | ----------- | ----------- | ----------- | ------------------ | ----------------- | ----------------- | ----------------- |
| 2017-2018                   | Union Bordeaux Bègles       | Top 14      | 15          | -           | -           | Challenge européen | 5                 | -                 | -                 |
| 2018-2019                   | Union Bordeaux Bègles       | Top 14      | 16          | 3           | 15          | Challenge européen | 6                 | 1                 | 5                 |
| 2019-2020                   | Union Bordeaux Bègles       | Top 14      | 8           | 2           | 10          | Challenge européen | 6                 | -                 | -                 |
| 2020-2021                   | Union Bordeaux Bègles       | Top 14      | 14          | 7           | 35          | Coupe d'Europe     | 5                 | -                 | -                 |
| 2021-2022                   | Union Bordeaux Bègles       | Top 14      | 18          | 4           | 20          | Coupe d'Europe     | 3                 | 2                 | 10                |
| Total Union Bordeaux Bègles | Total Union Bordeaux Bègles | Top 14      | 71          | 16          | 80          | Compétitions EPCR  | 25                | 3                 | 15                |
| 2022-2023                   | Racing 92                   | Top 14      | 19          | -           | -           | Champions Cup      | 3                 | -                 | -                 |
| 2022-2023                   | Racing 92                   | Top 14      | 19          | -           | -           | Challenge Cup      | 1                 | -                 | -                 |
| 2023-2024                   | Racing 92                   | Top 14      | 7           | -           | -           | Champions Cup      | 4                 | -                 | -                 |
| Total Racing 92             | Total Racing 92             | Top 14      | 26          | -           | -           | Compétitions EPCR  | 8                 | -                 | -                 |
| Total                       | Total                       | Total       | 97          | 16          | 80          | Compétitions EPCR  | 33                | 3                 | 15                |

### Internationales
| Année | Compétition                 | Matchs | Points | Essais |
| ----- | --------------------------- | ------ | ------ | ------ |
| 2020  | Six Nations                 | 2      | -      | -      |
| 2020  | Coupe d'automne des nations | 2      | -      | -      |
| 2021  | Six Nations                 | 1      | -      | -      |
| 2021  | Test matchs                 | 6      | 5      | 1      |
| 2022  | Six Nations                 | 5      | -      | -      |
| 2022  | Test matchs                 | 3      | -      | -      |
| 2023  | Test matchs                 | 3      | 5      | 1      |
| 2023  | Coupe du monde              | 5      | -      | -      |
| 2024  | Six Nations                 | 3      | -      | -      |
| 2025  | Test matchs                 | 2      | -      | -      |
| Total | Total                       | 32     | 10     | 2      |

| Numéro | Date            | Lieu                           | Adversaire | Compétition | Résultat | Score |
| ------ | --------------- | ------------------------------ | ---------- | ----------- | -------- | ----- |
| 1      | 17 juillet 2021 | Suncorp Stadium, Brisbane      | Australie  | Test match  | Défaite  | 33-30 |
| 2      | 5 août 2023     | Murrayfield Stadium, Édimbourg | Écosse     | Test match  | Défaite  | 25-21 |

| Adversaire       | Matchs joués | Victoires | Défaites | Nuls | Essais | Points | % de victoire |
| ---------------- | ------------ | --------- | -------- | ---- | ------ | ------ | ------------- |
| Australie        | 5            | 3         | 2        | 0    | 1      | 5      | 60            |
| Angleterre       | 4            | 2         | 2        | 0    | 0      | 0      | 50            |
| Afrique du Sud   | 2            | 1         | 1        | 0    | 0      | 0      | 50            |
| Argentine        | 1            | 1         | 0        | 0    | 0      | 0      | 100           |
| Écosse           | 4            | 3         | 1        | 0    | 1      | 5      | 75            |
| Géorgie          | 1            | 1         | 0        | 0    | 0      | 0      | 100           |
| Italie           | 5            | 4         | 0        | 1    | 0      | 0      | 80            |
| Irlande          | 2            | 1         | 1        | 0    | 0      | 0      | 50            |
| Japon            | 1            | 1         | 0        | 0    | 0      | 0      | 100           |
| Namibie          | 1            | 1         | 0        | 0    | 0      | 0      | 100           |
| Nouvelle-Zélande | 4            | 2         | 2        | 0    | 0      | 0      | 50            |
| Pays de Galles   | 1            | 1         | 0        | 0    | 0      | 0      | 100           |
| Uruguay          | 1            | 1         | 0        | 0    | 0      | 0      | 100           |
| Total            | 32           | 22        | 9        | 1    | 2      | 10     | 68.75         |

## Palmarès

### En club
Néant

### En équipe nationale
- France à sept -18
  - Vainqueur du Tournoi à 7 de Dubaï en 2015 et 2016[27],[28].

- France -18
  - Vainqueur du Champion d'Europe des moins de 18 ans en 2016[29].

- France -20
  - Vainqueur du Tournoi des Six Nations des moins de 20 ans en 2018.
  - Vainqueur du Championnat du monde junior en 2018.

- France
  - Finaliste de la Coupe d'automne des nations en 2020
  - Vainqueur du Tournoi des Six Nations en 2022 (Grand Chelem)

#### Tournoi des Six Nations
| Édition          | Rang | Résultats France | Résultats Woki | Matchs Woki |
| ---------------- | ---- | ---------------- | -------------- | ----------- |
| Six Nations 2020 | 2    | 4 v, 0 n, 1 d    | 2 v, 0 n, 0 d  | 2/5         |
| Six Nations 2021 | 2    | 3 v, 0 n, 2 d    | 0 v, 0 n, 1 d  | 1/5         |
| Six Nations 2022 | 1    | 5 v, 0 n, 0 d    | 5 v, 0 n, 0 d  | 5/5         |
| Six Nations 2024 | 2    | 3 v, 1 n, 1 d    | 1 v, 1 n, 1 d  | 3/5         |

#### Coupe du monde
| Édition     | Rang            | Résultats France | Résultats Woki | Matchs Woki |
| ----------- | --------------- | ---------------- | -------------- | ----------- |
| France 2023 | Quart de finale | 4 v, 0 n, 1 d    | 4 v, 0 n, 1 d  | 5/5         |

### Distinctions personnelles
- Membre de l'équipe type du Championnat de France en 2022